# Flying Lab Software
Flying Lab Software es una compañía con sede en Seattle, Washington especializada en el desarrollo de juegos y fundada en 1997 por Russell Williams y Paul Canniff, es la desarrolladora de Rails Across America lanzado en 2001. 

Su proyecto actual es Pirates of the Burning Sea para PC, un innovador  MMORPG de aventura y combate naval desarrollándose en el Caribe de la década de 1720. La nueva división, Flying Lab Casual, se centra en el desarrollo de entornos de juego MMO más informal y de los universos y tierra. Su primera iniciativa es un universo familiar que se está construyendo en colaboración con Upper Deck.

## Personal[4]
- CEO - Rusell Williams
- Fundador / Director de Desarrollo - Rick Saada
- Fundador / Director de Diseño - Paul Canniff
- Líder de la Comunidad - Tom Atkinson-Edwards
- Productora - Cindy Ball y Michelle Williams
- Líder de Desarrollo - Jeff Close, Brady Houck y Justin Miller
- Líder de Diseño - Drew Clowery, John Grimm y  Kevin Maginn
- Líder de Operaciones - Brad Hanson
- Líder de Animación - Lindsey Krassin
- Líder de pruebas - Clint Kreider
- Asesor de Calidad - Todd Schultz
- Director de Arte - Bruce Sharp
- Líder de Caracterización y Animación - Mat Staltman
- Productora Asociada - Janice Von Itter
- Líder de Servicio al Cliente - Brian Vrsalovich
- Líder de Desarrollo de Entornos - Brad Wagner
- Líder de Contenidos - Raymond Wood